# Erol Keskin
Erol Keskin (Isztambul, 1927. március 2. – Isztambul, 2016. október 1.) török labdarúgócsatár.

## Pályafutása
A török válogatott színeiben részt vett az 1948. évi nyári olimpiai játékokon és az 1954-es labdarúgó-világbajnokságon.